# یافع (یمن)
 یافع  به عربی  الیَافِع  دهستان کوچکی از توابع استان عَدَن در کشور یمن و در شبه جزیره عربستان واقع می‌باشد. 

## جمعیت
جمعیتش در حدود ۳۶۱ نفر می‌باشد. آثار باستانی متعددی در این روستا وجود دارد. ساکنان این دهستان از اهل سنت از شاخه شافعی هستند.

## منبع
- استاد.دکتر: الجرو، سعید، اسمهان، ، (دراسات فی التاریخ الحضاری للیمن القدیم)، دار الکتاب الحدیث، چاپ عدن، ۲۰۰۳ میلادی به (عربی).